# 목기린선인장속
목기린선인장속(Pereskia)은 총 17종과 변종을 포함하는 목기린선인장아과의 속이다. 다른 아과의 선인장에 비해 가느다란 줄기와 넓은 잎을 갖는다. 한국 내에서 거의 알려지지 않아서 국명이 따로 없으며, 일부 종이 한자 이름을 갖고 있다. 같은 한자를 사용하는 종이 있기 때문에 혼동되는 경우가 있다. 이 속엔 과거 Pereskiopsis, Quiabentia, 의사엽선인장속의 일부 종이 포함되었다. 목기린선인장속은 위의 네 속과는 달리 잎에 다육 조직이 없다고 알려져 있다.

## 하위 종
| Clade A - P. aureiflora - P. bleo - P. guamacho - P. lychnidiflora - P. marcanoi - P. portulacifolia - P. quisqueyana - P. zinniiflora | Clade B - 목기린선인장(P. aculeata) - P. bahiensis - P. diaz-romeroana - P. grandifolia - P. horrida - P. nemorosa - P. sacharosa - P. stenantha - P. weberiana |